# Долуцкий, Игорь Иванович
Игорь Иванович Долуцкий (род. 27 сентября 1954, Порт-Артур) — российский историк, педагог, автор нескольких учебников по истории.

## Биография
Родился 27 сентября 1954 года в Порт-Артуре. В детстве вместе с семьёй переехал в Москву.
Учился на историческом факультете МГУ. В 1973 году отчислен из университета (а также исключен из ВЛКСМ) после выпуска вместе с А.Фадиным и П.Кудюкиным стенной газеты факультета, где в сатирической форме выражал оппозиционные взгляды. Позже восстановлен, закончил университет в 1979 году. С 1979 года преподавал историю в школах Москвы, в том числе с 2003 года — в Европейской гимназии, а также в Московской высшей школе социальных и экономических наук. Создал несколько учебников по отечественной истории. Много раз выступал на различных общественных площадках, в печати, на радио по спорным вопросам истории России и СССР.
После встречи прездента России Владимира Путина с российскими историками в ноябре 2003 года в том же году по «письму ветеранов» с учебника Долуцкого «Отечественная история. XX век» (1994, многократно переиздавался) был снят гриф Министерства образования РФ, рекомендовавший книгу для преподавания в средней школе.
Жена — историк и политолог Татьяна Ворожейкина.

## Публичные выступления
- Самодержавие против модернизации